# Costulostega foramen
Costulostega foramen är en mossdjursart som först beskrevs av Powell 1967.  Costulostega foramen ingår i släktet Costulostega och familjen Chorizoporidae. Inga underarter finns listade i Catalogue of Life.